# Pławna Dolna (przystanek kolejowy)
Pławna Dolna − zamknięty w 1983 i zlikwidowany w 1996 przystanek osobowy w Pławnie Dolnej, w Polsce. Przystanek ten został oddany do użytku 15 października 1885 wraz z linią kolejową z Gryfowa Śląskiego do Lwówka Śląskiego.

## Położenie
Przystanek osobowy znajdował się we północnej części wsi Pławna Dolna, przy drodze wojewódzkiej nr 297. Administracyjnie położony on był w województwie dolnośląskim, w powiecie lwóweckim, w gminie Lubomierz.
Przystanek był zlokalizowany na wysokości 260 m n.p.m.

## Historia

### Do 1945
Powstanie linii kolejowej między Lwówkiem Śląskim a Gryfowem Śląskim, a wraz z tym omawianego przystanku było spowodowane likwidacją jednostki wojskowej w Lwówku Śląskim, ponieważ linia ta stanowiła rekompensatę za jej likwidację. Pierwszy odcinek tej linii przechodził przez Pławnę Dolną i łączył Lwówek Śląski z Gryfowem Śląskim, który otwarto 15 października 1885.

### Po 1945
Po 1945 cała infrastruktura kolejowa na przystanku przeszła w zarząd Polskich Kolei Państwowych. W latach 50. XX w. dokonano pierwszych prób likwidacji połączeń biegnących przez Pławnę Dolną. W listopadzie 1950 zlikwidowano połączenie kolejowe do Świeradowa Zdroju. Z tego powodu Prezydium Powiatowej Rady Narodowej we Lwówku Śląskim zwróciło się do DOKP we Wrocławiu o wznowienie ruchu, co ostatecznie udało się osiągnąć. Mimo tego w późniejszym czasie częściowo zlikwidowano to połączenie - w 1983 zawieszono kursowanie połączeń pasażerskich na odcinku Gryfów Śląski - Lwówek Śląski, a w 1996 zlikwidowano odcinek Lwówek Śląski - Lubomierz, a wraz z nim omawiany przystanek.
W 2009 w miejscu zlikwidowanej obok przystanku linii wybudowano asfaltową ścieżkę rowerową.

## Linie kolejowe
Pławna Dolna był 15. punktem eksploatacyjnym na dawnej linii kolejowej nr 284 Legnica – Pobiedna (54,056 km).

## Infrastruktura
Na przystanku znajdował się nieduży budynek dworca, wc oraz 2 perony.

## Połączenia
| Okres   | Stacja docelowa                                | Liczba połączeń | Źródło |
| ------- | ---------------------------------------------- | --------------- | ------ |
| 1970/71 | Świeradów Zdrój Legnica Jelenia Góra Złotoryja | 3 2 1           | [ 7 ]  |
| 1980/81 | Świeradów Zdrój Legnica Jelenia Góra Złotoryja | 4 2 1           | [ 8 ]  |